# Balthazar Houwaert
Pour les articles homonymes, voir Houwaert.
Balthazar Houwaert, né vers 1525 à Bruxelles et mort en 1576 ou 1582, frère de Johan Baptista Houwaert, théologien, dominicain puis ministre luthérien et écrivain en langue néerlandaise.

## Biographie
Il étudia la théologie et rejoignit l’ordre des Prêcheurs, qu’il quitta cependant pour prêcher la réforme.  Ministre luthérien à Anvers en 1566, il dut quitter cette ville à l’arrivée du duc d'Albe, qui le bannit à jamais des Pays-Bas espagnols.  Il sera l’aumônier et pasteur de ses compatriotes lors des campagnes du Taciturne.  Ayant trouvé refuge à Aix-la-Chapelle, c’est dans cette ville qu’il fera office de ministre de l’Évangile jusqu’en 1573 et qu’il écrivit son dernier ouvrage : Bewys dat heymelijcke vermaninghen in Godts Woordt gefondeert zijn (la preuve que les exhortations secrètes sont fondées dans la Parole de Dieu).
Il est l’un des poètes à qui l’on a attribué, en ce cas-ci sur l’autorité parfois affirmée parfois contestée d’Egbert Smedes, le Wilhelmus, l’actuel hymne national néerlandais, qui pourrait dater de 1568. 
Il se peut que la peste l’eût enlevé en 1576 à Aix-la-Chapelle ; un document historique qui serait de la main de Raphaël, fils de son frère Johan Baptista, avance l’an 1582 comme celui de sa mort.

## Œuvre
- Confessie oft Bekentenissen der Dienaeren Jesu Christi inde Kercke binnen Antwerpen die welcke der Confessie van Ausborch toeghedaen is, 1567 ; Confessions des serviteurs de Jésus-Christ de l'église d'Anvers, adhérant à la confession d'Augsbourg ;
- Corte verantwoordinghe oft Bescherminghe der confessien oft bekentenisse des gheloofs der Christelycker ghemeinten van Antwerpen der Ausborchscher Confessien toeghedaen tegen het venynich Schimpboeck Wilhelmi Lindani van Dordrecht Bisschop (Titulatenus) van Ruremonde, 1567 ; brève apologie ou défense de la confession des communautés chrétiennes d'Anvers, adhérant à la confession d'Augsbourg contre la tirade venimeuse de Wilhelmus Lindanus de Dordrecht, (Titulatenus) évêque de Ruremonde ;
- Een Christelyc Ghebedt, in desen benauden, periculosen tijt, hooghnoodich om daegelijcx tot Godt te spreken ende te bidden, duer M. Balthazar Houwaert, 1572, Anvers, 1579 : une prière chrétienne nécessaire pour prier et parler quotidiennement à Dieu, nécessaire dans ces temps angoissants et dangereux ;
- Bewys dat heymelijcke vermaninghen in Godts Woordt gefondeert zijn, la preuve que les exhortations secrètes sont fondées dans la Parole de Dieu.